# Свети Георги (Иваневци)
Вижте пояснителната страница за други значения на Свети Георги.
„Свети Георги“ (на македонска литературна норма: „Свети Ѓорѓи“, „Свети Георгиј“) е възрожденска православна манастирска църква в битолското село Иваневци, Република Македония. Църквата е под управлението на Преспанско-Пелагонийската епархия на Македонската православна църква.
Църквата е гробищен храм, разположен в североизточния край на селото. Изградена е в 1847 година. В двора на църквата има антични мраморни архитектурни елементи - капител, стела и две колони.